# 庫德全國委員會
庫德全國委員會（缩写为ENKS，羅馬化：Al-Majlis Al-Watani Al-Kurdi）是一個參與叙利亚内战的庫德人政黨。
在庫德地區政府主席马苏德·巴尔扎尼的支持下，庫德全國委員會2011年10月26日在阿尔贝拉成立，稍晚於敘利亞全國委員會(SNC)。組織最初由11個敘利亞庫德族政黨組成，到2012年3月增加為15個。KNC和SNC之間主要的不同是對於权力分散的作法，KNC迫切要求庫德族自治地方，SNC則拒絕任何行政分權。
一些KNC的政黨偶爾會與民主联盟党等其他庫德族團體發生衝突。 為了緩和緊張局勢，2012年7月馬蘇德·巴爾扎尼在Hawler的外交會議試圖協調兩集團間的矛盾。最終，PYD加入KNC共組庫德最高委員會，以保護西庫德斯坦. 根據協議，敘利亞庫德族控制的城市，將由PYD和KNC共同統治，直到能夠舉行選舉。

## 成员党
| 名称                         | 领袖                        |
| ---------------------------- | --------------------------- |
| 叙利亚库尔德民主平等党       | 阿齐兹·达乌德               |
| 库尔德改革运动               | 费萨尔·优素福               |
| 叙利亚库尔德民主左翼党       | 穆罕默德·穆萨·穆罕默德      |
| 团结库尔德斯坦党             | 易卜拉欣·比罗               |
| 叙利亚库尔德未来运动         | 贾马尔·莫拉·马哈茂德        |
| 叙利亚库尔德斯坦民主党       | 赛欧德·马拉                 |
| 叙利亚库尔德左翼民主党       | 穆罕默德·萨利赫·格多        |
| 叙利亚库尔德民主党           | 贾马尔·谢赫·巴基            |
| 叙利亚库尔德民主联盟党       | 穆希丁·谢赫·阿里            |
| 叙利亚库尔德自由党           | 穆斯塔法·希迪尔·奥索        |
| 叙利亚库尔德民主党           | 阿卜杜拉赫曼·阿卢奇-拉兹金  |
| 叙利亚库尔德民主党（阿尔党） | 纳斯雷丁·易卜拉欣           |
| 叙利亚库尔德民主爱国党       | 塔希尔·西福克               |
| 库尔德斯坦人民党—叙利亚      | 阿卜杜勒·萨马德·哈拉夫·比罗 |